# Norbert Kertscher
Norbert Kertscher (ur. 21 stycznia 1954 w Saalfeld) – niemiecki polityk, działacz partyjny i nauczyciel, poseł do Volkskammer i Bundestagu, obserwator w Parlamencie Europejskim.

## Życiorys
Pochodził z rodziny robotniczej. W 1973 zdał maturę w technikum elektronicznym w Jenie, następnie do 1977 studiował germanistykę i historię na Uniwersytecie w Lipsku, który ukończył jako dyplomowany nauczyciel. Od 1974 należał do Socjalistycznej Partii Jedności Niemiec. Do 1982 pracował jako nauczyciel ekonomii w okręgowej szkole partyjnej SED w Mittweidzie. Od 1982 do 1986 był aspirantem w Instytucie Badań Imperializmu Akademii Nauk Społecznych KC SED, w 1986 obronił doktorat w dziedzinie nauk ekonomicznych przygotowując pracę nt. pozycji społeczno-ekonomicznej pracowników aparatu państwowego RFN.
Działał jednocześnie w aparacie SED. Od 1986 do 1988 był sekretarzem ds. agitacji i propagandy w komitecie powiatowym w Brand-Erbisdorf, a od 1988 do 1989 pierwszym sekretarzem w powiecie Hohenstein-Ernstthal. W latach 1989–1990 pierwszy sekretarz SED w okręgu Karl-Marx-Stadt. Zasiadł też w krajowych władzach partii, a po jej przekształceniu w PDS znalazł się również w jej zarządzie. W marcu 1990 wybrano go do Volkskammer. Jego mandat wygasł wraz ze zjednoczeniem Niemiec w październiku 1990, następnie do końca XI kadencji w grudniu 1990 zasiadał w Bundestagu. Od lutego 1991 do lipca 1994 był obserwatorem w Parlamencie Europejskim reprezentującym dawną NRD z rekomendacji PDS. Później pracował m.in. jako dyrektor generalny oddziału dewelopera budowlanego w Hohenstein-Ernstthal.

## Życie prywatne
Zawarł związek małżeński.